# Selección de fútbol sub-21 de la República Checa
La selección nacional sub-21 de fútbol de la República Checa es la selección nacional sub-21 de fútbol de la República Checa y está controlada por la Federación Checa de Fútbol. El equipo compite en la Eurocopa Sub-21 de la UEFA, que se celebra cada dos años.
Aunque la desintegración de Checoslovaquia se produjo oficialmente el 1 de enero de 1993, la selección sub-21 continuó hasta el final del campeonato de 1994. Posteriormente, la República Checa y Eslovaquia sub-21 se convirtieron en entidades futbolísticas independientes.
Para ambas naciones, los primeros partidos se jugaron en septiembre de 1994 en la clasificación para el campeonato de 1996.
La selección sub-21 de la República Checa llegó a cuartos de final en 1996, pero no logró clasificarse para 1998. El equipo llegó a la final tanto en el torneo de 2000 como en el de 2002, ganando este último en los penaltis.
Posteriormente, el equipo no logró clasificarse para los torneos de 2004 y 2006. Se clasificó para la competición de 2007, pero quedó último en la fase de grupos. Tampoco logró clasificarse para la competición de 2009. En el Campeonato Europeo Sub-21 de la UEFA de 2011, quedó en cuarto lugar.
Ubicación actual según el ranking FIFA actualizado a abril de 2025.

## Jugadores
Convocatoria para la Eurocopa Sub-21 de 2025.
| Nombre            | Posición       | Edad    | PJ | G  | Club              |
| ----------------- | -------------- | ------- | -- | -- | ----------------- |
| Jiří Borek        | Guardameta     | 22 años | 1  | -1 | Slovácko          |
| Lukáš Horníček    | Guardameta     | 22 años | 10 | -7 | SC Braga          |
| Jan Koutný        | Guardameta     | 20 años | 0  | 0  | Sigma Olomuc      |
| Štěpán Chaloupek  | Defensa        | 22 años | 10 | 0  | Slavia Praga      |
| Matěj Hadaš       | Defensa        | 21 años | 3  | 0  | Sigma Olomuc      |
| Denis Halinský    | Defensa        | 21 años | 6  | 1  | Slovan Liberec    |
| Josef Koželuh     | Defensa        | 23 años | 8  | 0  | Slovan Liberec    |
| Jan Paluska       | Defensa        | 19 años | 0  | 0  | Viktoria Plzeň    |
| Filip Prebsl      | Defensa        | 22 años | 13 | 0  | Górnik Zabrze     |
| Karel Spáčil      | Defensa        | 22 años | 6  | 0  | FC Hradec Králové |
| Martin Suchomel   | Defensa        | 22 años | 12 | 0  | Sparta Praga      |
| Kryštof Daněk     | Centrocampista | 22 años | 21 | 3  | LASK Linz         |
| Adam Karabec      | Centrocampista | 21 años | 27 | 5  | Hamburgo SV       |
| Ondřej Kričfaluši | Centrocampista | 21 años | 8  | 0  | FK Teplice        |
| Albert Labík      | Centrocampista | 21 años | 4  | 0  | FK Teplice        |
| Daniel Langhamer  | Centrocampista | 22 años | 8  | 0  | FK Teplice        |
| Alexandr Sojka    | Centrocampista | 22 años | 4  | 0  | Viktoria Plzeň    |
| Vojtěch Stránský  | Centrocampista | 22 años | 2  | 0  | FK Mladá Boleslav |
| Denis Višinský    | Centrocampista | 22 años | 7  | 0  | Slovan Liberec    |
| Patrik Vydra      | Centrocampista | 21 años | 16 | 0  | Sparta Praga      |
| Daniel Fila       | Delantero      | 22 años | 20 | 10 | Venezia FC        |
| Václav Sejk       | Delantero      | 23 años | 33 | 12 | FC Famalicão      |
| Filip Vecheta     | Delantero      | 22 años | 9  | 0  | MFK Karviná       |
| Jan Suchopárek    | Entrenador     | 55 años |    |    |                   |

## Participaciones
Las participaciones de la selección masculina de la república Checa se encuentran en la RSSSF.
| Año  | Estado           |
| ---- | ---------------- |
| 1996 | Cuartos de final |
| 1998 | No clasificó     |
| 2000 | Subcampeón       |
| 2002 | Campeón          |
| 2004 | No clasificó     |
| 2006 | No clasificó     |
| 2007 | Fase de grupos   |
| 2009 | No clasificó     |
| 2011 | Cuarto lugar     |
| 2013 | No clasificó     |
| 2015 | Fase de grupos   |
| 2017 | Fase de grupos   |
| 2019 | No clasificó     |
| 2021 | Fase de grupos   |
| 2023 | Fase de grupos   |
| 2025 | Fase de grupos   |